# Adria International Raceway
Adria International Raceway – tor wyścigowy położony niedaleko miasta Adria we Włoszech
Na torze odbywały się wyścigi różnych serii m.in. DTM, Formuły 3 Euro Series, Włoskiej Formuły 3 czy Superleague Formula.